# International Cheese Awards
Le International Cheese Awards (ICA) est une exposition et une compétition de fromages tenue chaque année dans le domaine de Dorfold à Acton, près de Nantwich au Royaume-Uni. Il s'agit du principal évènement du Royaume-Uni centré sur le fromage et est l'un des principaux de ce genre au monde. Organisé depuis 1897, l'évènement s'agrandit chaque année et accueille environ 3 700 compétiteurs du monde entier dans près de 260 catégories.
L'ICA dure deux jours. Le premier jour est celui des compétitions et des ventes et est ouvert principalement aux participants issus de l’industrie fromagère et de la presse, tandis que le deuxième jour coïncide avec le festival agricole de Nantwich et du sud du Cheshire (Nantwich and South Cheshire Agricultural Show), et attire près de 40 000 visiteurs qui peuvent goûter des fromages et assister à l'annonce des vainqueurs des compétitions de la veille.
L’International Cheese Awards est une activité de la société agricole de Nantwich (Nantwich Agricultural Society), une association caritative britannique.

## Sources